# Le Sac de Troie
 (juin 2024).
Le Sac de Troie ou Iliou persis (en grec ancien Ἰλίου πέρσις / Ilíou pérsis, en latin Iliupersis) est une épopée perdue de la Grèce antique, attribuée à Arctinos de Milet. Elle faisait partie du Cycle troyen, un ensemble d'œuvres qui retraçaient l'histoire de la guerre de Troie. Le Sac de Troie suivait chronologiquement la Petite Iliade et précédait les Retours.

## Datation
Le Sac de Troie a probablement été composé au VIIe siècle av. J.-C., mais cette date reste incertaine. Les Anciens faisaient d'Arctinos un auteur du VIIIe siècle av. J.-C., cependant les éléments apportés par un autre de ses poèmes, l'Éthiopide, suggèrent qu'il est largement postérieur à cette époque.

## Composition
Le poème est divisé en deux livres écrits en hexamètres dactyliques, et raconte les derniers instants de Troie.
Seules dix lignes du poème original sont parvenues jusqu'à nous. Le seul résumé complet de l'œuvre dont on dispose provient de la Chrestomathie de Proclos, philosophe du Ve siècle apr. J.-C.. Les autres sources restent très fragmentaires. On possède cependant un autre récit complet de la chute de la ville, au chant II de l’Énéide de Virgile (écrite plusieurs siècles après le Sac de Troie), qui se place du point de vue des Troyens cette fois.

## Contenu du poème

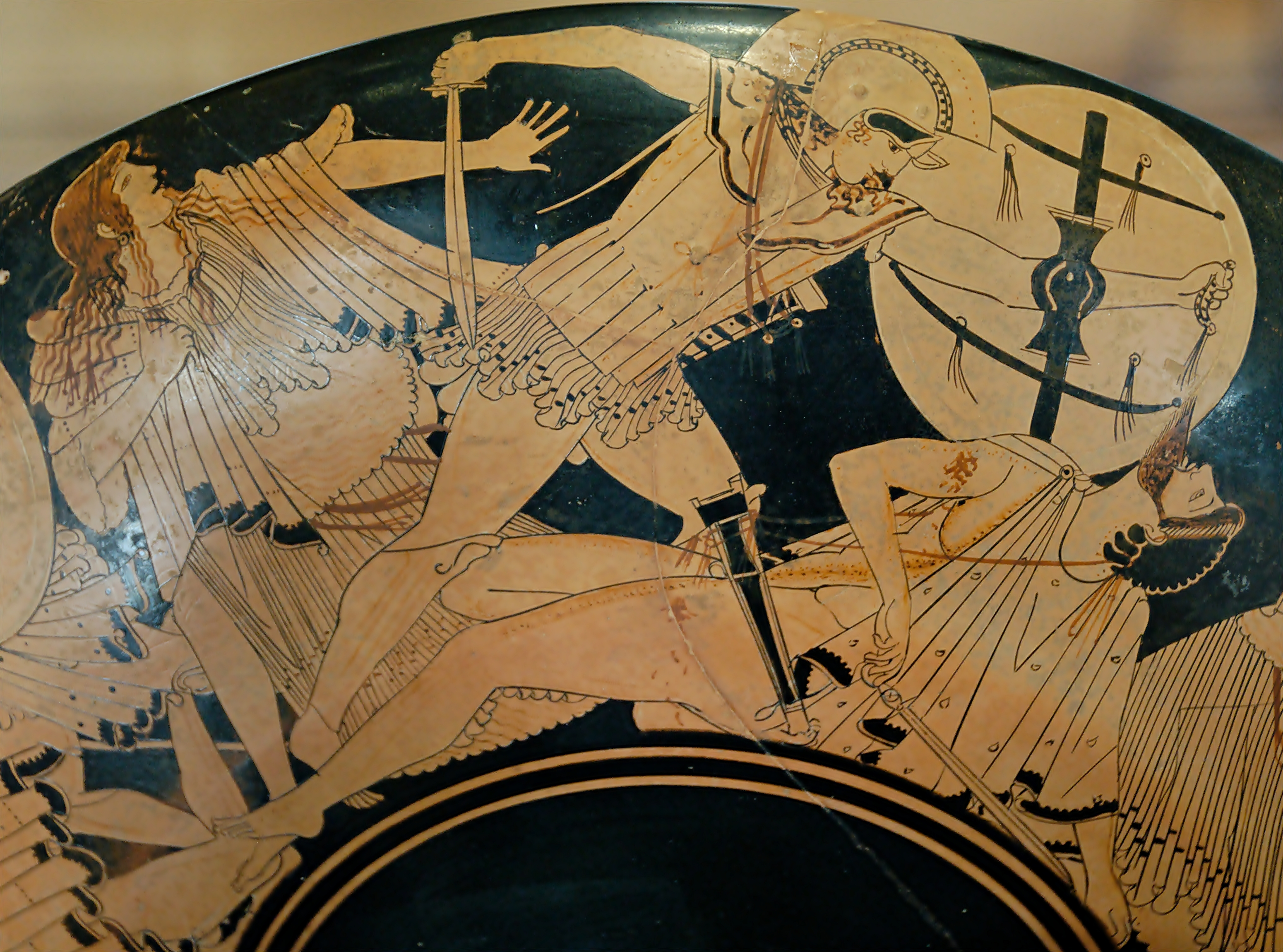
Scène de la chute de Troie, kylix attique à figures rouges de Brygos et du Peintre de Brygos, début du Ve siècle av. J.-C., musée du Louvre

Le poème débute alors que les Troyens avisent de la conduite à tenir par rapport au cheval de bois laissé par les Grecs devant la ville. Cassandre et Laocoon avertissent que des Grecs en armes sont cachés à l'intérieur, mais d'autres prétendent qu'il s'agit d'une offrande sacrée à Athéna. Cette dernière opinion prévaut et les Troyens fêtent leur victoire apparente. Le dieu Apollon envoie cependant un présage défavorable : deux serpents qui tuent Laocoon et ses fils ; voyant cela, Énée et ses compagnons décident de quitter Troie aussitôt.
Lorsque la nuit arrive, les guerriers grecs sortent du cheval et vont ouvrir les portes de la ville pour faire entrer le reste de l'armée, revenu (à la suite d'un signal de Sinon) de l'île de Ténédos où ils s'étaient réfugiés. Les Troyens sont massacrés et les Grecs incendient la ville.
Néoptolème tue le roi Priam, qui a pourtant trouvé refuge près de l'autel de Zeus. Ménélas tue Déiphobe et reprend sa femme Hélène. Ajax le petit traîne Cassandre hors du temple d'Athéna et la viole ; les dieux envisagent de le châtier en le changeant en pierre, mais Ajax se réfugie dans le temple d'Athéna. Plus tard, lors du retour des Grecs chez eux, Athéna le fera périr en mer. Néoptolème tue Astyanax, le fils d'Hector, et prend sa femme Andromaque comme captive. Les Grecs sacrifient la fille de Priam, Polyxène, sur la tombe d'Achille afin d'apaiser son esprit en colère.